# USS Decatur (DDG-73)
USS Decatur (DDG-73) —  эсминец УРО типа «Арли Бёрк».   Построен на верфи Bath Iron Works, приписан к морской станции Сан-Диего, штат Калифорния. Назван в честь Стивена Декейтера.